# Franco della Saar
Il franco della Saar era la valuta utilizzata nel territorio del bacino della Saar, una regione della Germania occupata e governata dall'Inghilterra e dalla Francia dal 1920 al 1935 sotto il Mandato della Società delle Nazioni e durante l'occupazione francese della stessa regione nel periodo 1947-1959.

## Storia
In seguito alla prima guerra mondiale, la Francia ricevette dalla Società delle Nazioni il mandato di amministrare la Saar. Furono stampate banconote da 1 franco e da 50 centesimi nel 1919 da parte delle "mines domaniales de la Sarre" (miniere demaniali della Saar), che erano già sfruttate dalla Francia. Ufficialmente il marco non fu sostituito nella Saar dal franco francese fino al maggio 1921. Con il ritorno della Saar alla Germania nel 1935, in seguito a un plebiscito, il Reichsmark sostituì il franco.
Alla fine della seconda guerra mondiale, la Francia rioccupò la Saar e organizzò un protettorato economico e politico. Il marco della Saar prese il posto del Reichsmark nel giugno 1947, prima dell'introduzione del franco nel novembre 1947.
A partire dal 1954, furono coniate monete del franco della Saar: nel 1954 furono battute monete da 10, 20 e 50 franchi, che mostravano installazioni minerarie e lo stemma della Saar, e nel 1955 un pezzo da 100 franchi, con lo stemma della Saar circondato da una corona. Queste monete erano identiche a quelle del franco francese dell'epoca per dimensioni, peso e lega e si distinguevano unicamente per il disegno.
In seguito a un referendum organizzato nel 1956, la Saar ritornò alla Repubblica federale di Germania il 1º gennaio 1957.
L'unione doganale tra la Saar e la Francia ebbe termine il 6 luglio 1959, quando il franco fu sostituito dal Deutsche Mark con un tasso di cambio di 100 franchi per 0,8607 marchi.

## Monete
- Nel 1954, monete da 10, 20 e 50 bronzo-alluminio
- Nel 1955, moneta da 100 franchi in cupro-nickel

## Banconote
- Emissioni tra il 1919 e il 1935 :

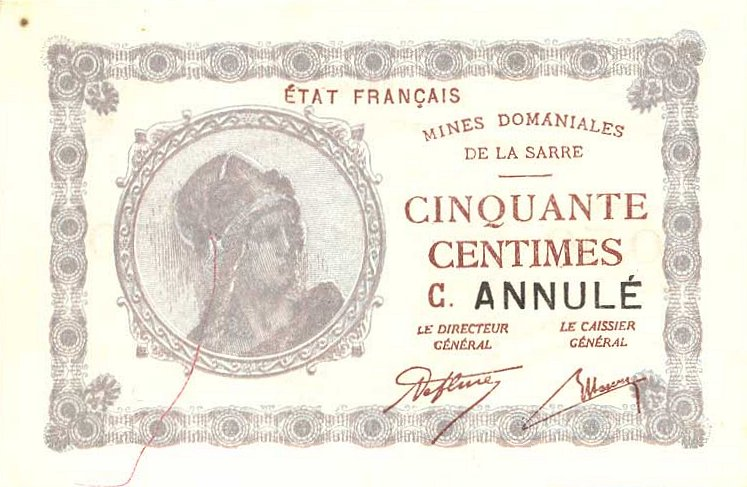
Biglietto da 50 centesimi "Mines domaniales de la Sarre" 1919 (recto)
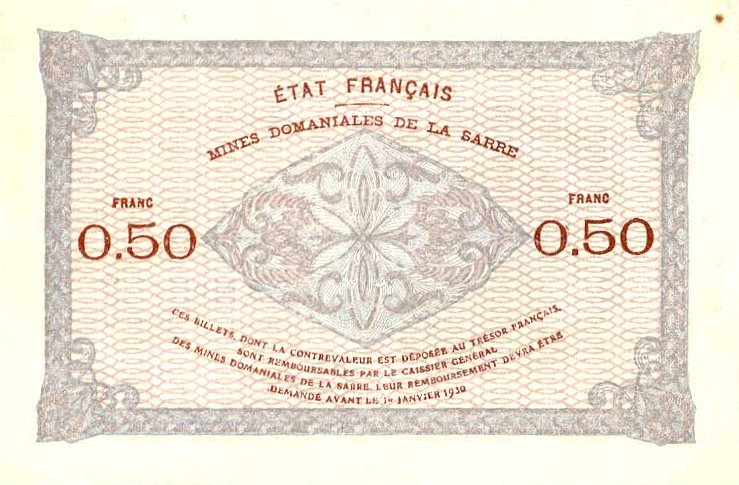
Biglietto da 50 centesimi "Mines domaniales de la Sarre" 1919 (verso)
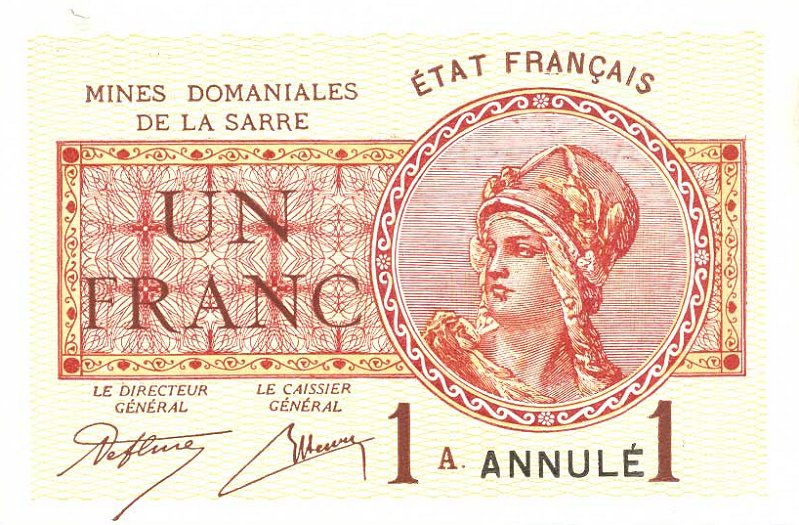
Biglietto da 1 franco "Mines domaniales de la Sarre" 1919 (recto)
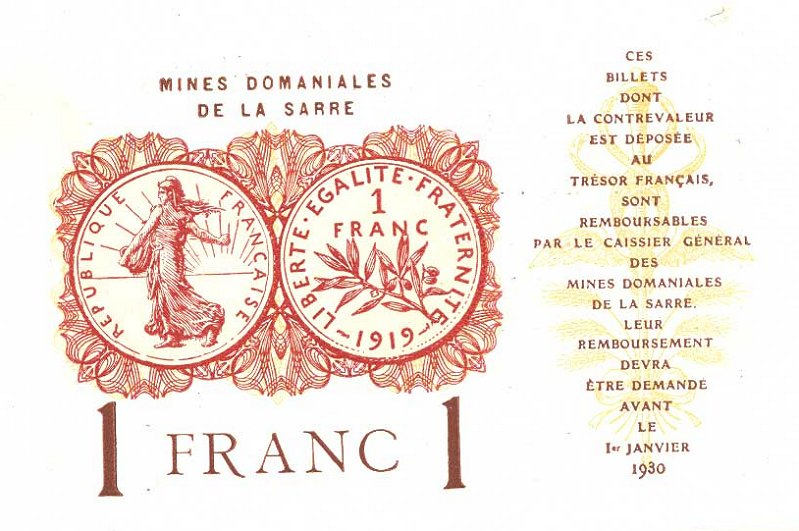
Biglietto da 1 franco "Mines domaniales de la Sarre" 1919 (verso)
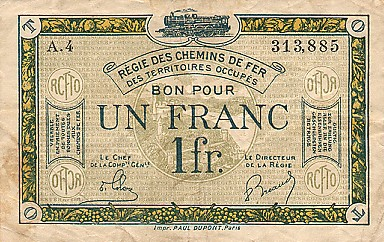
Biglietto da 1 franco "Régie des Chemins de fer 1923 (recto)
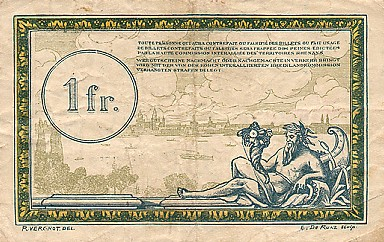
Biglietto da 1 franco "Régie des Chemins de fer 1923 (verso)

- Biglietti emessi dal Tesoro francese con la stampa "Territoires occupés" (1947) utilizzabili anche a Berlino Ovest:

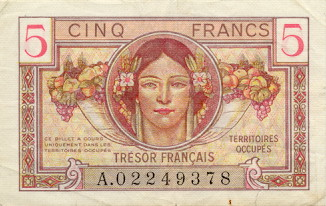
Biglietto da 5 franchi francesi tipo 1945 (recto)
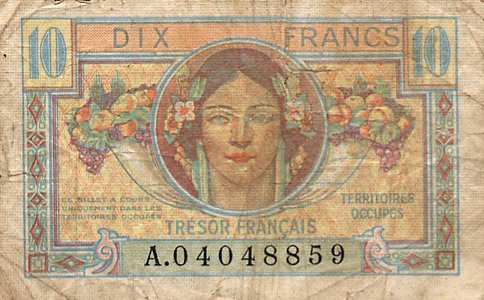
Biglietto da 10 franchi francesi tipo 1945 (recto)
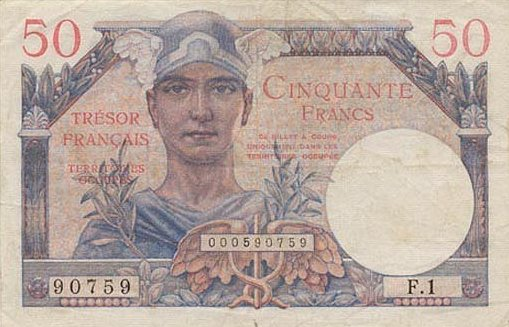
Biglietto da 50 franchi francesi tipo 1945 (recto)
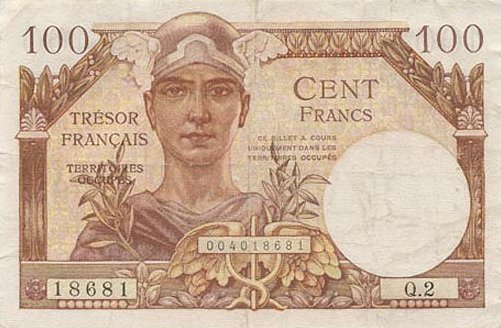
Biglietto da 100 franchi francesi tipo 1945 (recto)

Esiste anche un taglio da 1000 franchi ed emissioni con la contro-marca "NF - Nouveaux Francs" (1958).